# دانشگاه آزاد اسلامی واحد تهران شمال
دانشگاه آزاد اسلامی واحد شمال تهران (به انگلیسی:Islamic Azad University, North of Tehran Branch) یکی از واحدهای دانشگاهی دانشگاه آزاد اسلامی است. بر اساس رتبه بندی علمی دانشگاه ها در سال ۱۴۰۱ که بر پایهٔ مقاله‌ های داخلی رتبه بندی شده است، این دانشگاه در رتبه ششم از واحدهای دانشگاه‌ های آزاد اسلامی در کل ایران قرار دارد. این دانشگاه ۱۱۱،۵۰۰ متر مربع اعیان و مجتمع پردیس نزدیک به ۲۲۴،۱۰۰ متر مربع را به عنوان عرصه در اختیار دارد. دانشگاه آزاد اسلامی واحد تهران شمال دارای ۱۰ دانشکدهٔ شیمی، الهیات و معارف اسلامی، علوم و فنون دریایی، زبان‌ های خارجی، فنی و مهندسی، مدیریت، علوم اجتماعی، علوم انسانی، علوم زیستی، علوم پایه ، برق و انفورماتیک است که ساختمان اصلی آن در محلهٔ حکیمیه تهران مستقر است. این مجموعه سرپرستی مدارس دخترانه و پسرانه سما و همچنین بیمارستان فرهیختگان را بر عهده دارد.

## معرفی
دانشگاه آزاد واحد تهران شمال در تاریخ ۱۰ آبان ۱۳۶۵ راه‌ اندازی شد و با ۳۰ دانشجو آغاز به کار کرد.
کل دانشجویان این واحد دانشگاهی تا پایان سال تحصیلی ۱۳۹۴–۱۳۹۵، به ۳۴,۸۶۴ نفر رسید که شامل ۲۱،۹۴۵ دانشجو در مقطع کارشناسی، ۱۱،۳۵۴ دانشجو در مقطع کارشناسی ارشد و ۱،۵۶۵ نفر در مقطع دکترا بود. هم‌چنین تا به حال بالغ بر ۹۱،۰۰۰ دانشجو، دانش‌ آموخته این دانشگاه شده‌ اند. هم اکنون ۵۵۵ نفر عضو هیئت علمی تمام‌ وقت و نیمه‌ وقت و همچنین ۶۴۴ نفر کارمندان اداری، در این دانشگاه مشغول به کار هستند. این دانشگاه در هر سال تحصیلی حدود ۱،۶۰۰ نفر دانشجوی مهمان را نیز پذیرا است.
فضای آموزشی این واحد دانشگاهی، که بیش از ۳۵ هزار متر مربع است. با انتقال کامل دانشکده‌ های این دانشگاه به پردیس حکیمیه (به مساحت ۲۱۱،۷۶۰ متر مربع)، سرانه‌ ی فضای آموزشی، رفاهی و ورزشی هر دانشجو به ۱۰ متر مربع افزایش یافت.
این واحد دانشگاهی دارای ۴ لابراتوار زبان، ۵۴ آزمایشگاه و ۱۱ کارگاه مجهز به امکانات و دستگاه‌ های پیشرفته از جمله دستگاه جذب اتمی، FT-IR ,GC/MS و XRD است. همهٔ دانشکده‌ های این واحد به سامانهٔ خودکار کتابخانه‌ ای مجهز هستند که در آنها میتوان از خدمات کتابخانهٔ دیجیتالی نیز بهره‌ مند شد. در کتابخانه‌ های این واحد ۹۳،۰۰۰ جلد کتاب با ۵۵،۹۲۳ عنوان و بیش از ۱۰،۰۷۸ جلد مجلهٔ فارسی، لاتین و عربی در ۱،۹۷۵ عنوان، موجود است. شمار نشریه‌ های این دانشگاه ۱۴ عنوان است که شامل ۸ عنوان علمی-پژوهشی، یک عنوان علمی-ترویجی و ۵ عنوان علمی_عمومی است.
این دانشگاه دارای ۲۹ انجمن علمی، ادبی و هنری است. این دانشگاه همچنین به کسب عناوین قهرمانی در مسابقه‌ های ورزشی منطقه ۸ و سراسری دانشگاه آزاد اسلامی، کسب عنوان بهترین میزبان رقابت‌ های فوتبال در منطقه ۸، کسب جایزه مدیر نمونه فرهنگی طی سال‌ های گوناگون و کسب رتبه اول جشنواره نشریات دانشگاهی منطقه ۸ نیز نائل گردیده‌ است. ثبت ۳۶ اختراع از سوی اعضای باشگاه پژوهشگران جوان واحد تهران شمال، با ۴۴۹ عضو و ۲۱۰ عنوان فعالیت پژوهشی، از دیگر افتخارات این دانشگاه به شمار می‌آید. شایان ذکر است که چاپ ۱۰۸۵ مقاله (ISI (wos- listed و ۱۲۳۵مقاله ISC و ۱۱۴۵ مقاله در مجله‌های علمی_ترویجی و دیگر مجله‌های علمی از دیگر افتخارات این دانشگاه به‌ شمار می‌رود.
دستاوردهای این دانشگاه در بخش ارتباط با صنعت نیز به شرح زیر است:
شرکت در نمایشگاه‌های پژوهشی و فناوری، شرکت در ۸ طرح پژوهشی برون دانشگاهی، عقد ۱۱ مورد تفاهم‌نامه داخلی، ۳ مورد تفاهم‌نامه خارجی، ۲ تفاهم‌نامه با دانشگاه‌های خارج از کشور (نیگاتا ژاپن و سی‌ینا ایتالیا)، شرکت در طرح‌های راه‌اندازی مراکز تحقیقاتی، هماهنگی امور مرکز تحقیقات نمک دانشگاه آزاد اسلامی واحد تهران شمال-گرمسار، انجام امور مربوط به ۳ تیم رباتیک برای شرکت در مسابقات روبوکاپ دانشگاه‌ امیر کبیر، خوارزمی ۲۰۱۲ و اُپن ۲۰۱۱ ایران و دیگر مسابقات…

### ریاست دانشگاه
ریاست این دانشگاه در ابتدا بر عهده آقای احمد شاهورانی بود. سپس به ترتیب آقایان علی معصومی، مرتضی خسروی و پیمان مهستی ریاست این دانشگاه را تا مرداد ۱۳۸۴ برعهده داشتند؛ و در اردیبهشت سال ۱۳۹۱ ریاست دانشگاه از یعقوب نژاد به اخوان فرد انتقال یافت. در دی ماه ۹۲ طی حکمی ریاست دانشگاه به علی محمد صفانیا رسید. هم‌اکنون رئیس دانشگاه دکتر سعید ملماسی است .

### دانشکده الهیات و معارف اسلامی
دانشکده الهیات و معارف اسلامی یکی از قدیمی‌ ترین دانشکده‌ های این واحد است که در حال حاضر بیش از ۱۳۰۰ دانشجو در دو مقطع تحصیلی کارشناسی و کارشناسی ارشد در رشته الهیات و معارف اسلامی با گرایش‌های علوم قرآن و حدیث، فقه و حقوق اسلامی و همچنین ادیان و عرفان، به آموزش مشغول هستند. از این دانشکده تا به حال بیش از ۵،۰۰۰ تن دانش‌ آموخته شده‌ اند. این دانشکده دارای ۳۳ نفر عضو هیئت علمی است.

### دانشکده زبان‌ های خارجی
دانشکده زبان‌ های خارجی در سال ۱۳۷۲ آغاز به کار کرده‌ است. این دانشکده دارای کتابخانه، سایت کامپیوتر و آزمایشگاه است.

### دانشکده شیمی
گروه شیمی در سال ۱۳۶۶ در دانشگاه آزاد اسلامی واحد تهران شمال راه‌ اندازی گردید و با گسترش رشته‌ ها و گرایش‌ های شیمی در مقاطع آموزشی مختلف، در سال ۱۳۷۷ به دانشکده شیمی تغییر نام یافت.
این دانشکده در مقطع کارشناسی در سه گرایش: شیمی محض، کاربردی و فناوری اطلاعات؛ و در مقطع کارشناسی ارشد در ۸ گرایش: شیمی کاربردی، تجزیه، آلی، معدنی؛ شیمی فیزیک؛ شیمی دارویی؛ فناوری نانو و فیتو شیمی؛ و همچنین در مقطع دکتری در ۴ گرایش: شیمی کاربردی، آلی، معدنی و تجزیه در حال فعالیت است.
از آغاز پایه‌ گذاری تاکنون علاوه بر فعالیت‌ های آموزشی، فعالیت‌ های پژوهشی بصورت نشر کتاب‌ های تخصصی و نیز مقاله‌ های علمی پژوهشی و بین‌ المللی متعددی به چاپ رسیده‌ است. اعضاء هیئت علمی شامل ۱۰ تن با مرتبه استادی، ۱۰ نفر با مرتبه دانشیاری، ۲۲ تن با مرتبه استاد یاری و ۱۳ تن با مرتبه مربی میباشد. هم‌ اکنون دکتر کامبیز تحویلداری ریاست دانشکده را بر عهده دارد.
همگی آزمایشگاه‌ های دانشکده شیمی در ساختمان مرکزی آزمایشگاه‌ ها واقع در سایت حکیمیه مستقر هستند.
دانشکده شیمی در سال ۱۳۷۸ پایه‌ گذاری گردید. این دانشکده دارای ۱۵۹۲ دانشجو است. این دانشکده دارای ۶۰ تن هیئت علمی است که این تعداد ۱۰ نفر دارای مرتبه استادی، ۶ نفر دارای مرتبه دانشیاری، ۲۶ نفر دارای مرتبه استا دیاری و ۱۸ نفر دارای مرتبه مربی یکی هستند. این تعداد هیئت علمی باعث شده‌ است که این دانشکده به یکی از بزرگ‌ ترین مراکز علمی دانشگاهی برای رشتهٔ شیمی تبدیل گردد.
رشته‌ های موجود در این دانشکده: شیمی کاربردی، شیمی آلی (در مقطع دکترا)؛ شیمی کاربردی
، شیمی تجزیه، شیمی فیزیک، شیمی معدنی (در مقطع کارشناسی ارشد)؛ شیمی کاربردی، شیمی محض، مهندسی تکنولوژی صنایع شیمیایی (در مقطع کارشناسی) است.
تجهیزات این دانشکده عبارت است از: کتابخانه، ۳ سایت کامپیوتری، ۶ آزمایشگاه تخصصی و تحقیقاتی، ۹ آزمایشگاه غیر تخصصی، کارگاه شیشه‌ گری و آزمایشگاه فیزیک

### دانشکده علوم انسانی و علوم اجتماعی
سرپرستی این دانشکده بر عهده زهرا سادات مشیر استخاره همسر محمدباقر قالیباف است. دانشکده علوم انسانی در سال ۱۳۷۳ پایه‌گذاری گردید و در سال ۱۳۷۶ فعالیت‌های رسمی خود را آغاز کرد. این دانشکده دارای ۹۴ نفر عضو هیئت علمی شامل ۷۵ نفر عضو تمام وقت و ۱۹ نفر عضو نیمه‌وقت است. این دانشکده مجهز به کتابخانه، لابراتوار زبان، سایت تایپ کامپیوتری و سایت اینترنت است.
رشته‌های موجود در این دانشکده عبارت است از: کتابداری، فلسفه، حقوق ،زبان و ادبیات فارسی، تربیت بدنی، قرآن، معارف اسلامی، الهیات (در مقطع کارشناسی پیوسته)، کتابداری (در مقطع کارشناسی ناپیوسته)، فلسفه-علوم کتابداری و اطلاع‌رسانی در گرایش‌های اطلاع‌رسانی، کتابخانه‌های دانشگاهی، کتابخانه‌های عمومی، کتابخانه‌ های آموزشگاهی-زبان و ادبیات فارسی-حقوق خصوصی، حقوق جزا و جرم‌شناسی (در مقاطع کارشناسی، ارشد و دکتری)، حقوق بین‌الملل، علوم اجتماعی گرایش پژوهشگری و جامعه‌ شناسی و روان‌شناسی شخصیت (در مقطع کارشناسی ارشد).

### دانشکده علوم پایه
ریاست این دانشکده بر عهده دکتر بهرام عکاشه است. در حال حاضر تعدادی از رشته‌ های این دانشکده از جمله ریاضی و فیزیک دانشکده اختصاصی ندارند و کلاس‌ هایشان در دانشکده زبان تشکیل میشود.
این دانشکده دارای کتابخانه، سایت اینترنتی و آزمایشگاه است.

### دانشکده علوم زیستی
ریاست دانشکده را دکتر فاطمه اشرفی بر عهده دارد.
این دانشکده دارای سایت و کتابخانه بوده و دارای استادانی نظیر  ربابه طباطبایی ، عباس اخوان سپهی ، احمد مجد، فریبا شریف نیا، مریم پیوندی ، الهام سیاسی تربتی ، پرویز پاکزاد، صدیقه مهرابیان، مهرانگیز صدوقی، جمیله نوروزی و سیدنا است.

### دانشکده علوم و فنون دریایی
دانشکده علوم و فنون دریایی در سال ۱۳۶۹ با پیشنهاد و کوشش دکتر محمدرضا بنازاده ماهانی و پشتیبانی دکتر نوریان ریاست وقت سازمان هواشناسی کشور و پیگیری خسروی ریاست وقت واحد و همکاری سازمان شیلات، در مرکز علوم جوی و اقیانوسی سازمان هواشناسی واقع در اقدسیه پایه‌گذاری شد. اولین ورودی‌های این دانشکده در رشته‌های فیزیک دریا، هواشناسی، شیلات، زیست‌شناسی دریا، شیمی دریا و آلودگی دریا در مقطع کارشناسی ارشد مشغول به تحصیل شدند. در سال ۱۳۹۳ به همت دکتر صفانیا  ریاست محترم واحد دوره‌های دکتری در دانشکده علوم فنون دریایی راه اندازی گردید. در حال حاضر بیش از دو هزار دانشجو در مقاطع کارشناسی، کارشناسی ارشد و دکتری در این دانشکده مشغول به آموزش هستند و با بیش از ۵۰ عضو هیئت علمی تمام وقت و نیمه وقت منحصر به فردترین دانشکده علوم و فنون دریایی کشور است. هم‌اکنون ریاست این دانشکده بر عهده کامران لاری است.

### دانشکده فنی و مهندسی
این دانشکده از لحاظ شمار دانشجو، بزرگ‌ترین دانشکده دانشگاه آزاد اسلامی واحد تهران شمال است. فعالیت‌های آموزشی و پژوهشی این دانشکده در سال ۱۳۷۲ آغاز گردید. این دانشکده در سال ۱۳۸۰ دارای ۲۷۸۱ دانشجو در چهار رشته مهندسی کامپیوتر (نرم‌افزار)، مهندسی محیط زیست، مهندسی صنایع و مهندسی شیمی بوده‌است. تاکنون نیز ۱۴۴۳ نفر دانش‌آموخته این دانشکده شده‌اند.
ریاست این دانشکده بر عهده علی معصومی است.
هم اکنون این دانشکده دارای رشته‌های مهندسی عمران (در مقطع کارشناسی و کارشناسی ارشد)، مهندسی صنایع (در مقطع کارشناسی پیوسته)، مهندسی کامپیوتر-نرم‌افزار (در مقاطع کارشناسی ارشد، کارشناسی پیوسته و کارشناسی ناپیوسته)، مهندسی شیمی (در مقاطع کارشناسی پیوسته و کارشناسی ارشد)، مهندسی معماری (در مقطع کارشناسی و کارشناسی ارشد)، مهندسی فناوری اطلاعات (در مقطع کارشناسی)، مهندسی برق (در مقطع کارشناسی)، مهندسی مکانیک (در مقطع کارشناسی و کارشناسی ارشد) و مهندسی رباتیک (در مقطع کارشناسی) است.
این دانشکده دارای ۶۷ عضو هیئت علمی تمام‌وقت، نیمه‌وقت و مدعو است.
از جمله انجمن‌های مهم این دانشکده، انجمن ادبی-هنری دلشدگان است. این انجمن همه ساله اقدام به برگزاری مراسم‌های خاصی می‌نماید. از آن جمله می‌توان به برگزاری «مراسم بزرگداشت شاعر بزرگ ایران-فردوسی» در ترم دوم سال تحصیلی ۸۹–۹۰، «مراسم روز سپندارمذگان-روز عشق ایرانی» در همین ترم و همچنین «مراسم نقد فیلم Inception» در ترم اول تحصیلی سال ۸۹–۹۰ اشاره نمود. همینک این انجمن با برگزاری جلسات هفتگی به نقد و بررسی آثار ادبیات ایرانی و خارجی و همچنین نوشته‌های دانشجویان همین دانشکده می‌پردازد.
از اعضای هیئت علمی این دانشکده می‌توان به داریوش ضیایی غفوری، امیرمسعود بیدگلی، بهروز قلی‌زاده، سیف‌الله غلام‌پور و فرشته جدیدی میان‌دشتی اشاره کرد.

### دانشکده مدیریت
تاسیس این دانشکده در سال ۱۳۷۴ به تصویب رسید و در سال ۱۳۷۵ به صورت رسمی شروع به فعالیت کرد. سرپرستی این دانشکده بر عهده دکتر رضایی است.
رشته‌های تحصیلی این دانشکده عبارت است از: مدیریت فرهنگی، مدیریت صنعتی، مدیریت اجتماعی، مدیریت بازرگانی، مدیریت دولتی و حسابداری (در مقطع کارشناسی) -مدیریت فناوری اطلاعات، مدیریت بازرگانی، مدیریت دولتی، مدیریت مالی، حسابداری و مدیریت خدمات بهداشتی و درمانی و مدیریت کارآفرینی (مقطع کارشناسی ارشد)
امکانات این دانشکده: سایت اینترنت و کتابخانه

## رشته‌های تحصیلی
| دانشکده                       | کارشناسی پیوسته | کارشناسی ارشد | کارشناسی ناپیوسته                                                                     | دکترا |
| ----------------------------- | --- | --- | ------------------------------------------------------------------------------------- | --- |
| دانشکده الهیات و معارف اسلامی | ادیان و عرفان علوم قرآن و حدیث | ادیان و عرفان علوم قرآن و حدیث فقه و حقوق اسلامی حکمت اسلامی فقه و حقوق جزا                                                                             |                                                                                       | فقه و مبانی حقوق ادیان و عرفان علوم قرآن و حدیث فلسفه و حکمت اسلامی                                                                       |
| دانشکده زبان‌های خارجی         | زبان و ادبیات عربی زبان و ادبیات انگلیسی مترجمی زبان ایتالیایی مترجمی زبان روسی مترجمی زبان انگلیسی مترجمی زبان اسپانیایی                                                           | زبان و ادبیات عرب آموزش زبان انگلیسی | آموزش زبان انگلیسی                                                                    | |
| دانشکده شیمی                  | مهندسی تکنولوژی صنایع شیمیایی شیمی محض شیمی کاربردی | شیمی کاربردی شیمی آلی شیمی تجزیه شیمی فیزیک شیمی تجزیه                                                                                                  |                                                                                       | شیمی کاربردی شیمی آلی |
| دانشکده علوم انسانی           | زبان و ادبیات فارسی فلسفه کتابداری حقوق الهیات تربیت بدنی معارف اسلامی قرآن | زبان و ادبیات فارسی فلسفه کتابداری و اطلاع‌رسانی الهیات و معارف اسلامی حقوق                                                                              | کتابداری علمی کاربردی حقوق                                                            | حقوق |
| دانشکده علوم پایه             | ریاضی زمین‌شناسی علوم تجربی فیزیک فیزیک هسته‌ای فیزیک حالت جامد فیزیک هواشناسی | آمار ریاضی زمین‌شناسی ژئوفیزیک فیزیک ریاضی هندسه توپولوژی ریاضی محض                                                                                      |                                                                                       | زمین‌شناسی-سلولی و تکوینی گیاهی زمین‌شناسی اقتصادی زمین‌شناسی پترولوژی زمین‌شناسی فسیل‌شناسی و چینه‌شناسی زمین‌شناسی تکنونیک زمین‌شناسی سنگ رسوبی |
| دانشکده علوم زیستی            | دبیری زیست زیست میکروبیولوژی زیست‌شناسی سلولی مولکولی ژنتیک زیست‌شناسی | بیوفیزیک بیوتکنولوژی میکروبی بیوشیمی ژنتیک میکروبیولوژی                                                                                                 | میکروبیولوژی سلولی و مولکولی بیوشیمی تکوین گیاهی علوم گیاهی علوم جانوری ژنتیک مولکولی | |
| دانشکده علوم و فنون دریایی    | زیست‌شناسی دریا شیلات | مهندسی سیستم‌های انرژی فیزیک دریا آلودگی دریا شیلات هیدروگرافی هواشناسی زیست‌شناسی دریا (بوم‌شناسی) زیست‌شناسی دریا (جانور) شیمی دریا زیست‌شناسی ماهیان دریا | مهندسی سیستم‌های انرژی زراعت فیزیک دریا محیط زیست بوم‌شناسی                             | |
| دانشکده فنی و مهندسی          | مهندسی عمران (راه و ترابری) برنامه‌ریزی حمل و نقل (سازه‌های هیدرولیکی) مهندسی صنایع مهندسی مکانیک مهندسی کامپیوتر-نرم‌افزار مهندسی شیمی مهندسی فناوری اطلاعات مهندسی برق مهندسی رباتیک | مهندسی صنایع مهندسی کامپیوتر-نرم‌افزار مهندسی شیمی مهندسی معماری مهندسی فناوری اطلاعات مهندسی عمران-سازه                                                 | مهندسی کامپیوتر و نرم‌افزار                                                            | مهندسی مکانیک |
| دانشکده مدیریت و علوم اجتماعی | مدیریت فرهنگی مدیریت صنعتی مدیریت اجتماعی مدیریت بازرگانی مدیریت دولتی حسابداری | مدیریت بازرگانی مدیریت دولتی حسابداری کارآفرینی مدیریت مالی جامعه‌شناسی علوم اجتماعی-پژوهشگری                                                            | حسابداری                                                                              | |